# パラクエジョスの虐殺

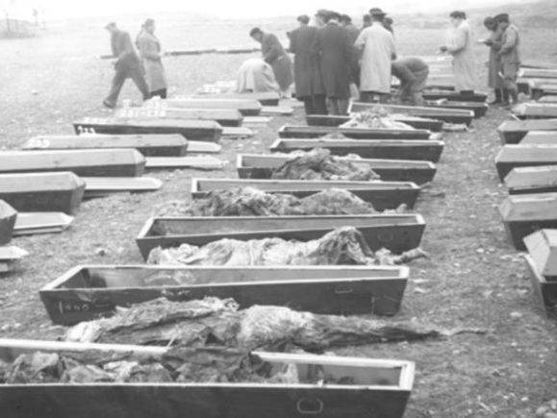
トレフォン・デ・アルドスのソト・デ・アルドヴェアにおける遺体発掘と埋葬

パラクエジョスの虐殺(Matanzas de Paracuellos)は、スペイン内戦中のマドリード包囲戦の後衛で、1936年秋に、反乱軍側とみなされた軍人、市民、宗教者などの収監者が、共和国側によって組織的に処刑された数千人規模の一連の虐殺事件。これは、主に、マドリード市の北東の郊外パラクエジョス・デ・ハラマ(Paracuellos de Jarama)にて行われたことで、この名前が付けられている。

## 概要
この虐殺は、共和党政府軍と反乱軍が、マドリードの支配権をめぐって戦っていた時期の1936年11月7日から12月4日にかけて行われた。一般に、各刑務所から「サカス」(取り出す事の意味)と呼ばれる囚人の移送を装い、トラックなどに乗せられた囚人は、マドリード市からパラクエジョス(市の中心地から北西に17キロメートル)などに運び出され、民兵によって射殺された。虐殺は、共和国軍の後衛で行われた最大のものと考えられており、その数は、1000から2500人以上ともいわれる。なぜ大量殺戮になったのか、その責任者は誰か、あるいは、目的地に無事に到着した囚人もあったのか、など、多々の研究や著作がなされている。英国の研究者のポール・プレストンによると、「パラクエジョスという総称で知られる略奪と処刑は、スペイン内戦中、共和国領内で行われた最大の残虐行為であり、その恐ろしさは、包囲された首都の恐ろしい状況によって正当化されるものではないが、説明することができる。」との記述がなされている。 

## 背景

### 戦時の状況
フランコ将軍の率いる反乱軍の隊列は、1936年8月上旬にセビリアを出発して、共和国軍が死守していたマドリードにに西方、南方から近づいていた。10月頃には、マドリード市内は、食糧難や飲料水、必需品の不足になり、人々は、食料を求めて列なすなどの危機に陥っていた。また、特に夜になると民兵の発砲があり、治安も悪くかった。当時の在マドリードのソ連の組織の内部人民委員部（NKVD）の代表者が、10月20日に、モスクワに送った情報の中には、「首都には敗北主義が広がっており、反乱軍が勝つと見越して、多くの者が、首都を離れている。」と報告をした。

### マドリードにおける収監状況
1936年、スペイン内戦の初期、7月18日から20日にかけて、マドリードで、約2千人の兵隊などにより、スペイン第二共和制政権に対する蜂起(モンターニャ兵営の蜂起)が起こったが、共和国側により包囲され鎮圧される出来事があった。1936年頃には、マドリードの刑務所には8000人から1万人が収監されていた。内訳は、マドリード・モデロ刑務所に約5500人、ポーリエル刑務所に約1200人、サン・アントン刑務所に約1150人、ベンタス刑務所に約400人であった。この中には、蜂起で捕虜になった兵士や戦役を拒否していた2000人ほどの兵士がおり、彼らは釈放されたならば、反乱軍に加わる可能性があった。また、脱獄や暴動の恐れや、監視人の手助けを得るなどの行動が予想された。　

### モデロ刑務所における８月の殺人事件
スペイン内戦の時期には、刑務所は、基本的に無政府主義の労組、全国労働連盟(CNT)の民兵によって支配されていた。8月の22、23日には、収監されていた政治家や軍人28から30人が殺害された。当時のマヌエル・アサーニャ大統領はこの出来事に落胆し、辞任を考えたが隠蔽することで、事なきを得た。 政府の対処は、人民戦線の全政党と労働組合組織の代表で構成される「管理委員会」を刑務所に設置し、刑務所内の警備を、「後衛民兵」に委ねるというものであった。 マスコミは殺人事件に関するいかなる言及も掲載することを禁じられたが、建物内の火災を暗示する公式のメモが掲載された。この殺人は、後に起こる事件と比べると、まだ組織的、計画的なものではなかった。

### 第5列
共和陣営の中では、内部にいるものが敵として行動するかもしれない、という恐れが生じてきていた。10月3日には、共産主義の女性指導者のドローレス・イバルリが、共産党の機関紙『ムンド・オブレロ』紙上で、「第五列」の存在を糾弾した。この言葉が文書で使われたのは、これが初めてであった。しかし、実際では、連携したり組織化されたりしたものではなかった。 
一方、反乱軍の隊列の行為に関する難民の証言がもたらされ、政府軍側や市民の恐怖が高まった。新聞は、フランコ将軍が、首都を占拠した場合の市民の運命はどうなるかに言及した。　例えば、10月27日の「ラ・ヴォス」紙では、バダホスでの虐殺の記事が書かれた。「その闘牛場で、右翼の大衆により、祭りとして、百人もの共和主義者が殺された。」というものであった。その終わりには、「マドリードでは、彼らは10万人を殺したいのだ。」と書かれていた。それは、正確ではなく、センセーショナルな内容になっていた。
一方、10月の終わり頃には、反乱軍によるマドリード市への空爆も多くなり、撒かれたビラには、「囚人を殺した場合には、その10倍を殺す。」という脅しが書かれていた。 

### チェカによる粛清
そのような社会状況の中、同じ10月27日には、空襲に際して、ベンタス刑務所の囚人が反乱軍機に合図を送ったという噂が流れ、500人ほどの群衆が刑務所を襲撃しようとした。 刑務所長は囚人の引き渡しを拒否したが、最終的に、反共和制側への取締りをしていたソ連型の公的調査地方委員会(CPIP、通称チェカ） の無政府主義労組のマヌエル・ラスコンと社会主義者のフェリックス・ベガという２人の代表が事態の指揮を執った。
彼らは、獄中にいた2人の情報提供者の報告を頼りに、囚人たちの尋問を開始した。その中には、右翼の知識人ラミロ・デ＝メストゥとの右翼労働組合の指導者ラミロ・レデスマ＝ラモスも含まれていた。ガラルサ内務大臣からチンチージャ刑務所への移送許可が出された後、刑務所長の同意を得て、10月28日から29日の夜、メストゥとレデスマを含む32人の囚人と14人の軍人が、刑務所から「連れ出された」。彼らはアラバカ墓地に運ばれ、そこで銃殺された。そこは、CPIPが他の機会にも処刑に使っていた場所だった。
さらに、11月には、マヌエル・ムニョス＝マルティネス治安総局長、またはビセンテ・ジラウタ＝リナレス副局長による「チンチージャへの移送」許可が出された。11月1日から5日にかけて、CPIPは、マドリードの刑務所から158人以上の囚人の「連行」を行った。この内訳は、11月1日から2日の夜と11月2日から3日の夜には、ベンタスの76人（うち37人は軍人）が、2回に分けて「連行」された。ポーリエルの34人（全員軍人）は11月4から5日の夜に、また、サン・アントンの31人（同じく全員軍人）も11月4から5日の夜に連行。モデロ監獄の16人には、著名な右翼指導者達も含まれており、11月4から5日の夜に「連行」された。
ある者はアラバカで、ある者はヴァシアマドリードに引き出され、銃殺された。これは、共和国側が、マドリード侵攻の前に、彼らにとって最も危険な人物達や勢力を取り除くためであった、とされる。連行される前、兵士たちは「祖国が危険にさらされており、侵攻してくるファシストがマドリードの城門に迫っているため」、共和国軍のマドリード防衛に参加する機会を与えられたが、彼らはその申し出を拒否した。　

### 諸国の外交官
一方、欧米やラテンアメリカの外交官たちは、反乱軍が首都占拠をすることになった場合、刑務所内で「大規模な虐殺」が起こることを懸念し、ラルゴ・カバジェロ政権に囚人を市外に避難させるよう圧力をかけた。
11月1日か2日、2週間前に設置された機関である戦争委員会が、国務大臣で社会主義者のフリオ・アルバレス＝デル＝バヨを委員長として開かれたとされる。その場では、刑務所の問題が提起され、委員長は、同じ社会党のフランシスコ・ラルゴ＝カバジェロ大統領に相談するため、ある時点で会議を離れた。その後、戻ってきた委員長は、「大統領は、マドリード郊外の刑務所に囚人たちを避難させるよう、内務大臣である社会党のアンヘル・ガラルサに命じた。」と、会議にて報告した。　 

## マドリード防衛委員会

### 共和国の撤退
11月6日、フランシスコ・ラルゴ＝カバジェーロ首相率いる共和国政府は、反乱軍がマドリードの門前に迫っており、陥落も時間の問題と判断して、マドリードから政府機能を一時的首都としてバレンシアに撤退させ、要人は、その日の午後から夜には、避難した。

### 共産党系組織が掌握
その様なあわただしい状況の中、６日の午後には、マドリードは、ミアハ将軍が主導するマドリード防衛委員会（Junta de Defensa de Madrid）の管理下に置かれた。スペイン共産党は、指導部がほとんどマドリードに留まっていた唯一の政党だった。共産主義者たちは治安省と戦争省を手中に収めようと躍起になっていた。なぜなら、共産党は自らを戦争党と称し、11月中のプロパガンダでは、1917年から1921年にかけてのロシア内戦におけるソ連のペトログラードの抵抗をマドリードも見習うよう、要求していたからである。実際、同党の新聞『ムンド・オブレロ』は、11月3日、「前線が近づき、待ち伏せしていた敵が大胆に出てくる時、共産党には第五列隊を全滅させる重大な義務がある。」と宣言していた。
11月7日の明け方、ミアハ将軍の議長の下で、マドリード防衛委員会の中の公安部を構成するため、社会労働党、共産党、統一社会主義青年、CNT(全国労働連合)、マドリード県民の家（社労党系労組、UGT）、共和国左派、共和国同盟、自由主義青年、労働者組合党などから参席した各代表により、役職者が選出された。しかし、この多様に見える組織の多くは共産主義者によって占められていた。7日の午後には、マドリード防衛委員会の会議が行われたが、この1日のうちに、囚人に関する主要な決定は、進められていた。

#### サンティアゴ・カリージョ
サンティアゴ・カリージョ(当時20歳)は、統一社会主義者青年団(JSU)の書記長であったが、セグンド・ポンセラなど、他の仲間と共に、その６日に、スペイン共産党に入党した。6日の早朝、カリージョは公安総局の調査委員会を設置した。6日に反乱軍のバレラ将軍がマドリードへの最終攻撃の命令を下し、当時マドリードの刑務所では動揺が広がっていたため、カリージョとカソルラへの権限移譲は迅速に行われた。カリージョは、ポンセラを治安総局の代表として任命したが、カリージョにとって問題だったのは、マドリードの治安を完全に掌握していなかったことだった。それは、大部分が、公的調査地方委員会(CPIP、通称チェカ）の手中にあったからである。
その解決策は、ポンセラが委員長を務める公安総局の新しい調査委員会に、その夜、5人の委員を統合することだった。彼の副官は、前治安局長の副官だったビセンテ・ジラウタであった。委員の中には、チェカのマヌエル・ラスコン＝ラミレスとフェリス・ベガ＝サエスが加わった。両者とも、10月末の連行・射殺を実行した責任者であった。カリージョが調査委員会に課した権限のひとつは、「拘禁と自由の維持、被拘禁者の移動、移送などに関するすべて」であった。後々、虐殺の責任者として、カリージョが取り沙汰されることになった。

#### 囚人の選別
マドリード防衛委員会の会合が、6日午後から夜にかけて行われた後、統一社会主義者青年団と全国労働連盟の地方支部の代表者が集まった。この中で、囚人を3つのグループに分類した。その1つは、ファシストや危険分子で、直ちに処刑するべき」という結論に達した。

### ソ連のエージェントの関与
当時のソ連のジャーナリストで、プラウダの特派員であったミハイル・コルツォフは、1936年8月8日に、スペインに到着した。この人物は、「スペインにおけるスターリンの個人的エージェント」「時にはクレムリンに直通する」人物であった。彼は短期間のうちに、スペイン共産党幹部だけでなく、政府や軍隊にも大きな影響力を持つようになった。その日記の11月7日の記述では、真夜中ごろ、共産主義指導者ペドロ・チェカと、「ミゲル・マルティネス」という名の何者かが会談を行ったという。コルツォフの日記によれば、ペドロ・チェカは、この「ミゲル・マルティネス」からの圧力で、民兵を刑務所に送る決定を下した。この人物は、NKVDの諜報員イオシフ・グリグレヴィッチ（何年も後に、サンティアゴ・カリージョと密接に働いたと主張した人物）である可能性があるという。 彼の上司はマドリードのNKVDの諜報・工作責任者アレクサンドル・オルロフだった。
実際、コルツォフは、10月中旬にアルバレス・デル＝バヨが議長を務める戦争委員会の会議に出席した。コルツォフは、マドリードの刑務所に収監されている数千人の「ファシスト」がもたらす危険について、委員会とラルゴ＝カバジェロ政府の両方に警告を発していた。コルツォフの著書『スペイン戦争日記』によると、11月1日、捕虜の避難問題が政府で話し合われ、アンヘル・ガラルサ内務大臣にその任務が託された。しかし、11月6日夜、政府がマドリードを脱出したときには、この問題は何も解決されていなかった。コルツォフによると、「逮捕された8000人のファシストのうち、一人も避難させていない」のであった。

## 実行の期日と内容

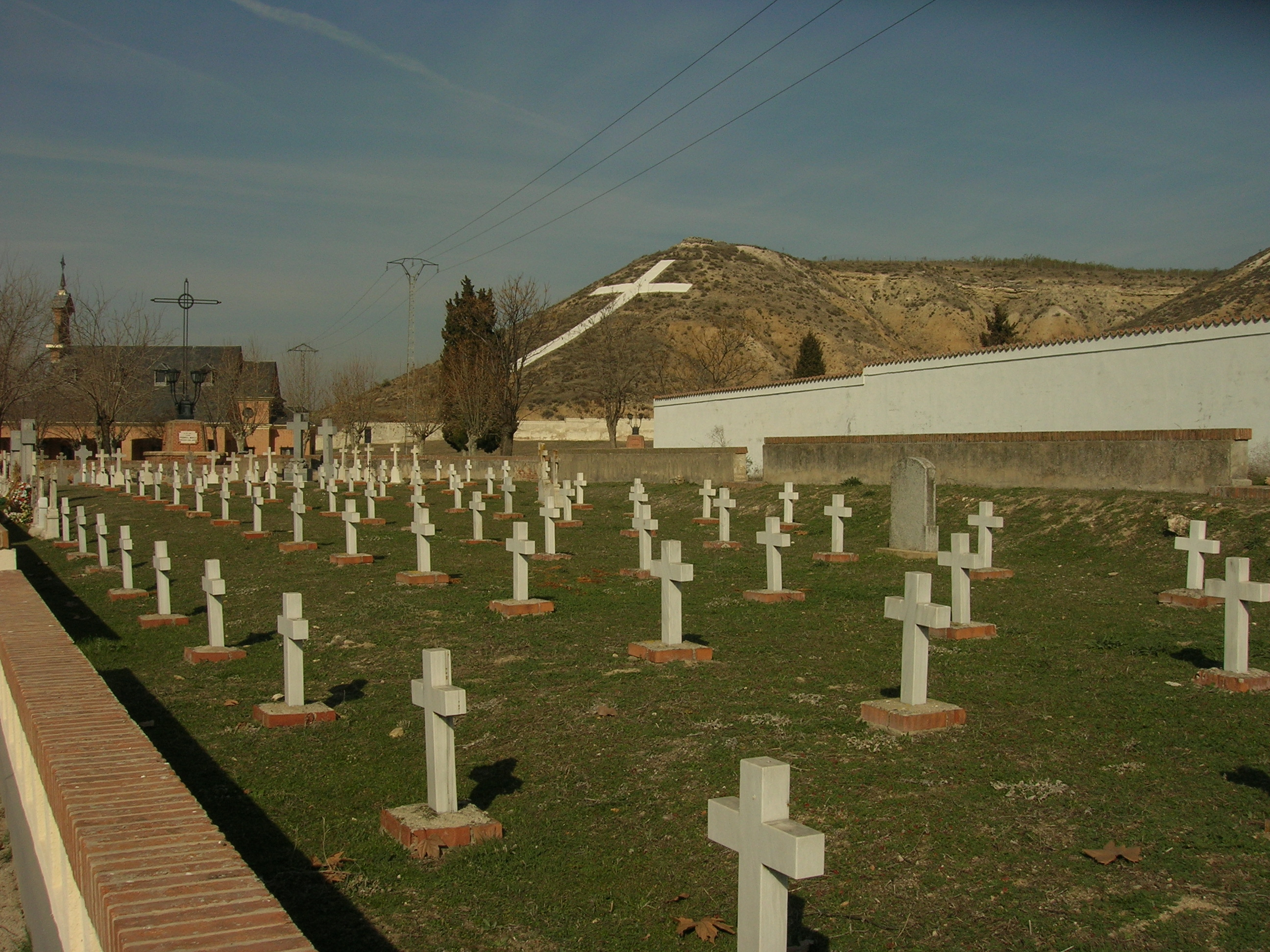
パラクエジョスの第２共同墓地

### 期日
虐殺は、11月7日、8日、9日、18日、24日、25日、26日、27日、28日、29日、30日、12月1日、3日に行われた。この期間に、合計33回の囚人の移送が行われたが、この内、23回において、内密の内に処刑が行われた。この間、11月10日から17日にかけては、このような移送はなく、また、12月4日以降は行われなかった。 
最初の銃殺は11月7日の未明に行われ、11月10日まで性急に続いたが、処刑に反対していたアナーキストのメルチョール・ロドリゲス・ガルシアがマドリードの刑務所システムの責任者に就任したことで、一時的に中止された。その後、ロドリゲスは辞任し、処刑は11月18日に再開され、12月初旬に彼がマドリード等の刑務所の責任者に就任するまで継続された。

### 許可と移送
囚人達は、治安総局が、作成したリストと移送・釈放通知書によって連行された。このような文書は、マドリード国防委員会公安部の公安代表セグンド・セラーノ・ポンセラの署名がなされることもあった。この国防委員会の議長はホセ・ミアハ将軍が務め、治安委員会の議長はサンティアゴ・カリーリョが務めた。マヌエル・ラスコンの命令により、各刑務所に設置された死活を決める分別の「法廷」があり、判断基準が任されていた。イギリスの歴史家アントニー・ビーバーによれば、捕虜の殺害命令はスペインの共産主義者ホセ・カソルラ・マウレか、より間接的にはソ連の顧問ミハイル・コルツォフから出された可能性が高いとしている。
囚人らは、市の北東郊外（現在のマドリード・バラハス空港に近い）に移送された。それは、パラクエジョス・デ・ハラマ(Paracuellos de Jarama)あるサン・ホセ川流域と、トレホン・デ・アルドス（Torrejón de Ardoz）にあるソト・デ・アルドベアであった。囚人らは、ハラマ川の低地にある支流サン・ホセ川やエナーレス川の低地にある、使用されていない用水路に連れてこられ、数千人もの捕虜が射殺され埋められた。
その囚人とは、蜂起軍側に参加した軍人や共和国側に参加しなかった軍人、ファランへ党関係者、宗教家、貴族、右翼、ブルジョアジー等であったが、その大多数は、蜂起側の支持者と見なされたために逮捕され、法的保護や正式な告発なしに投獄された一般人であった。その後、前述のように、23回の移送によって郊外まで連れ出された囚人達は、労働者組織に属する民兵によって、即座に射殺された。

## 移送の実態
移送先は、市の北東部にあるアルカラ・デ・エナレスやチンチージャ刑務所が充てられた。これらは、西や南部の前線から離れており、交通が容易であった。刑務所にて、名簿に従って呼び出された囚人は、大部分が手を縛られており、所持品は持っていけなかった。初期の頃の、11月7、8、9日、16日のように、移送者が多かった場合は、市の公共交通で使われていた緑色の二階建てバスが使用された。それ以外の、より少ない人数の場合は、トラックが使われた。この一行は、弾丸を搭載した自動車に乗った、主に後衛民兵（1936年9月、すでに治安総局で自律的かつ非管理的な警察活動を行っていた民兵を統合するために創設された警察組織）によって護送された。

### 11月7から9日
6日から7日の防衛委員会の会合で、戦闘の前線に近い、市から北西方向にあるモデロ刑務所の囚人の移送が決定された。ここには、主に軍人である5400人の収容されていたが、その選択の基準が明確でなかったので、その移送は午後になった。その朝は、ポーリエル刑務所から26人、サン・アントン刑務所から62人が移送され、パラクエジョスに運ばれた後、銃殺された。その多くは軍人であった。また、移送は２回行われ、2つの刑務所からの各59人は、無事にアルカラ刑務所に護送された。パラクエジョス市の社労党系労組出身の市長は、近隣の者を50人ほどを集めて、集団埋葬の穴を掘らせた。モデロ刑務所からは、午後に移送されたが、そこには、まだ、午前中の遺体が埋められずに残っていた。
8日には、モデロ刑務所から、7から9台の２階建ての市バスと大型バス２台に約500人が乗せられた。パラクエジョスでは、まだ、前日の死体が埋められていなかったため、トレフォン・デ・アルドスに運ばれ射殺された。また、午後には、ポーリエルから40人が運ばれた。1939年には、ここから414の遺体が回収され、パラクエジョスに合同で埋葬された。この期間、モデロ刑務所からは、約千人が引き出された。9日には、ポーリエル刑務所から、4人の神父と1人の神学生を含む30人が移送された。 

### 11月9から17日

#### メルチョール・ロドリゲスの就任
11月9日に、アナーキストで人道主義者のメルチョール・ロドリゲスが、最高裁判所長官マリアーノ・ゴメス＝ゴンサレスと弁護士会革命委員会事務局長ルイス・ズビラガの発案により、「監獄部隊の特別監察官」に任命された。彼らは、この虐殺を知って、驚愕したためであった。また、この9日の夜には、モデロ刑務所からは、400人を移送する準備がなされていたが、ロドリゲスは、これを止めさせた。このように、11月9日から17日にかけて、メルチョール・ロドリゲスの任命により、射殺は停止された。彼の信念は、「イデオロギーの為に死ぬことは可能だ。しかし、イデオロギーの為に、決して、殺人はすべきでない。」というものであった。
この間、この出来事についての政府への質問の中で、ガラルサ内務大臣は、6日から7日の早朝にかけてモデルノ刑務所で何が起こったかについて嘘をつき、「フランコ主義者の砲撃の後、襲撃未遂があった」「モデルノ刑務所に何人かのグループが入ることができ、流布されている数より少ない数の銃撃があった」と述べ、また、囚人の運命についての最も直接的な質問に対しても回避的に答えたため、彼らが交わした会話は、パラクエジョスの虐殺へのガラルサの関与を証明するものであった。11月12日、サンティアゴ・カリージョはラジオ演説の中で、刑務所の囚人たちに対する措置を暗に認め、次のように述べた。「 『第五列』は粉砕されつつあり、マドリードの中に残っているその残党は、法に従い、必要なすべての正義の規定に従って、追跡され、一網打尽にされている。」
また、11月14日には、国防委員会は声明を発表し、「ファシスト収容者の不当な扱いに関する」「卑劣なキャンペーン」を否定した。「囚人たちは不当な扱いの被害者でもなければ、命の危険を感じる必要もない」と声明は述べている。
このように、実行者側は、外交官や外国の新聞記者に対して、情報を隠蔽しようとしたが、パラクエジョスやトレフォンの住民が死体を埋めなければいけなかった話や、道路から現場を見ることができるなど、実情は隠しきれなかった。また、被害者家族は、その真相解明を求めていた。

#### メルチョール・ロドリゲスの辞任
11月13日ごろ、アナーキストであったガルシア・オリバー法務大臣とカルネロ刑務所局長が、バレンシアから突然マドリードに現れ、メルチョール・ロドリゲスと会い、口論になった。ロドリゲスは辞任し、14日に離任した。ガルシア・オリバー大臣の意向は、虐殺を継続するものであった。

### 11月18日から12月4日
モデロ刑務所は、前線から近いことで、16日までには、残っていた囚人達は、他の場所に移送された。そこは、爆撃によって、やや破壊されていたが、防衛本部や外国人部隊やアナーキスト部隊の病院が設置された。
一方、ポーリエル刑務所からは、18、24から26日、12月1と4日に440人が連行され、パラクエジョスで射殺された。11月30日と12月4日には、一部がアルカラ刑務所に移送された。また、サン・アントン刑務所からは、22日、28から30日まで、約500人が射殺された。この中には、エル・エスコリアルのアウグスティヌス修道会士51人を含む神父や宗教者123人が含まれていた。27から29日には、一部がアルカラ刑務所に移送された。ベンタス刑務所からは、同様に226人が射殺された。
この期間には、15回の射殺のための移送があり、別の5回は安全な移送であった。この期間には、対象が、社会的・政治的に「危険」な背景を持つ民間人に移っていた。この中で、当時の著名人は、劇作者のペドロ・ムニョス＝セカがいる。また、サン・アントンでは神父や修道者にも、この判断が行われるようになった。前半の期日では、主に軍人が対象であった点と違いがある。

### 終焉

#### メルチョール・ロドリゲスの復帰
11月25日、英国代表団(後述)がマドリードに到着した直後、ガルシア・オリバー法務大臣は、バレンシアにいたメルチョール・ロドリゲスに電話をかけ、話し合いが行われた。その後の12月1日、彼は「マドリードとアルカラ・デ・エナレスの刑務所代表」に再び任命された。これは、彼の復職を要求していた外交団、マリアーノ・ゴメス、ルイス・ズビラガ、そしてマリアーノ・サンチェス＝ロカ法務次官の支持を得た。
12月5日、メルチョール・ロドリゲスが復職し、その時も準備されていた移送は中止となった。彼は、刑務所から民兵を追放し、代わりに武装警備員を配置した。 
虐殺が終わった数日後、セラーノ・ポンセラは公安代表部を去り、国土安全保障庁の調査審議会の会長職を離れ、ホセ・カソルラが後任となった。カソルラは戦後、フランコ側の尋問官に対して、殺害の全容を知っていたと告白した。彼は軍法会議によって死刑を宣告され、1940年4月8日に銃殺された。また、戦後、セラーノ・ポンセラはドミニカ共和国に亡命した。

## 外交官の行動

### 在マドリードの外交官らの批判
処刑のニュースは初期から広まっており、マドリードに駐在する外国外交官たちによって非難された。11月7日のその日、ノルウェーの代理領事で、ドイツ人の実業家フェリックス・シュレイヤーと国際赤十字の代表がモデル刑務所を訪れ、刑務所の門でバスを目撃した。刑務所長は、バスは125人の兵士をバレンシアの刑務所に移送するためのものであると告げた。シュレイヤーは、その日の午後に開かれた会議で、自分が見たことをすぐに外交団に報告した。そして、捕虜の安全について保証を求めるため、責任者のホセ・ミアハ将軍と話すための委員会を派遣することで合意した。シュレイヤー自身もミアハに会いに行き、午後6時から始まった国防委員会の最初の公式会議が終わった後、サンティアゴ・カリージョ公安大臣にも会った。カリージョは囚人移送のことは何も知らないと告げ、彼らの安全は保証されていると安心させた。
外交団は事件の真相を明らかにするために調査を開始した。特に最も公然と反体制派を表明していた2人の外交官、フェリックス・シュレイヤーとチリ大使のアウレリオ・ヌニェス＝モルガドは、政府に対して抗議した。この二人は、国際赤十字のジョルジュ・ヘニー代表と共に、トレホン・デ・アルドスに向かった。そこでは、地表が動かされており、そこから手足が露出しているのを発見した。　赤十字のへ二ー代表は、国防軍に、モデルノ刑務所から移送されたはずの1600人の名簿を提供するよう取り付けたが、そのうちアルカラ・デ・エナレスに到着したのはわずか300人だった。

### 英国からの調査団の到着
11月15日、大使代理を務めていた英国大使館のジョージ・オギルビー＝フォーブス代理公使は、自国政府に虐殺の事実を報告した。その1週間後、彼はアルゼンチンのエドガルド・ペレス＝ケサダ代理大使から、11月7日と8日に行われた虐殺の報告を受けた。英国のアンソニー・イーデン外相は「衝撃的なニュースだ」と答えた。
11月25日、6人の英国議員からなる委員会が、刑務所の状況を調査するためにマドリードに到着した。それは、丁度、移送・射殺が再開された時期であった。彼らは、刑務所視察に、ミアハ将軍の事務所で報道・宣伝担当だった社会党議員のマルガリータ・ネルケンを同行させた。彼女は、共産党に加入したばかりであった。
12月4日、英国代表団はロンドンに戻る前に、バレンシアでラルゴ＝カバジェロ首相およびアルバレス・デル＝バヨ国務大臣と会談した。この会談で英国議員たちは「行き過ぎた行為」について言及し、ラルゴ＝カバジェロは、囚人の安全性を調査するために省庁間の「安全委員会」を特別に設置することを約束した。首相は、正式な回答書の中で、「政府は共和国の首都からの政治犯の避難も準備しており、可能な限りそれを実行してきた。」と記した。英国下院議員がロンドンに帰国した際に提出した報告書は、共和国政府にかなり好意的なもので、刑務所の囚人の「明らかな減少」は「政府当局によるマドリードから地方への合法的な囚人の移送」によるものであると述べている。首相が約束したところの 「安全委員会 」は、設立されることはなかった。

### フランス機の撃墜
12月8日に、マドリードから離陸しトゥールーズへ向かったフランス大使館付きの飛行機が、ある戦闘機の射撃を受けた。これは、農地に転覆した状態で不時着し、乗客は助け出された。この中には、国際赤十字委員会の在スペイン代表者でスイス人医者ジョルジオ・ヘニー、他2人のフランス人記者、他が乗っており、弾丸により負傷した。当初、この攻撃は、共和党政府からは、反乱軍からのもの、と公表されたが、12月末には、フランス側では、共和軍側の戦闘機であることが、有力になった。これは、ソ連の指導で、ヘニー代表が国際連盟で証言できないようにと、意図的に狙われた可能性が指摘されている。

### メディア
このような出来事は、実行者側によって隠ぺいされて、注目を浴びなかったが、『ニューヨーク・タイムズ』紙のウィリアム・カーニー特派員は、12月上旬にパリを訪れた際に、「2つの集団墓地が発見されたことは、他の証拠とともに、（避難した囚人の）ほとんどが11月7日と8日の2回に分けて殺されたという推測を補強するものである」と報告した 。

## 犠牲者

### 全体像
犠牲者の多くは、弁護士、裁判官、ジャーナリスト、作家、教授、医師など、保守的でカトリック的な中産階級の人々であった。また、軍人、ファランヘ党の党員、宗教家も多く、父と息子、兄弟が一緒に殺されたケースもいくつか記録されている。犠牲者の中には、21歳以下の若者も276人いたともいう。最年少は１３歳。その多くは、マドリード地方で逮捕された者であった。その大多数は、正確な告訴や裁判の経過を通していない収監者であった。

### 署名人
当時、著名であった犠牲者の中には、フェデリコ・サルモン(1935年の労働大臣)、ヘスス・カノバス＝デル＝カスティーリョ(農民政治家)、モンチン・トリアナア(プロサッカー選手)、ペドロ・ムニョス＝セカ(劇作家)、 マテオ・ガルシア＝デ＝ロス＝レイエス(退役提督で元海軍大臣)また、オリンピック選手などがいる。
11月７日に射殺されたグループの中には、後の調査のきっかけになったリカルド・デ＝ラ＝シエルバ＝コドルニウという弁護士がいた。彼は、フェリックス・シュレイヤーが代表を務めていたノルウェー大使館に勤務していた。デ・ラ・シエルバは、保守派の政治家で王政時代の大臣を数回務めたフアン・デ＝ラ＝シエルバ＝ペニャフィエルの息子であった。シュレイヤーは、その弁護士の行方を捜しており、その経過で、虐殺を探査する契機となったとみられる。その息子であるリカルド・デ＝ラ＝シエルバは、歴史家として、この事件に関しての著書を執筆した。
また、シュレイヤーは、後にドイツに帰国していた際に、この件について、1936年にベルリンでドイツ語による本を執筆した。これは、長年知られていなかかったが、2005年に、『共和国下のマドリードの虐殺』という題で、スペインで再発行された。彼は、他にも多数を救出する努力をした。

### 犠牲者数
犠牲者数に関しては、研究者によって、様々な見解がある。これは、収監者数、無事に移送された数、あるいは釈放された者などの最終的な記録がないことによる。研究者ギブソンは、2400という見解を提示した。あるいは、右翼系新聞は、1万から1万2千人という数字を出した。また、ハビエル・セルヴェラは、２千人としている。あるいは、4千人、5千人という研究者もいる。

## 主要な研究者と議論
- イアン・ギブソン　アイルランド人のスペイン研究家。『パラクエジョス、どのようであったか』は、1983に出版され、その後の基本的な研究書となった。
- 当事者であって、高齢になったサンティアゴ・カリージョの回顧禄『メモリー』が、1994年に発行された。この中で、当時のパラクエジョスの件についても言及した。
- 同年、リカルド・デ・ラ・シエルバは『カリージョは嘘をついている』（副題は「153の文書の中の106の虚偽に対して」）を出版し、この手記には不正確な記述や虚偽が数多く含まれていることを証明したと主張。10章の中の4章では、カリージョの関与に費やしている。
- 1998年に、ハビエル・セルヴェラは『市民戦争中のマドリード、戦争中のマドリード、秘密裏の都市、1936-1939』を出版した。これは、犠牲者の数を検証した。
- 2007年、アンヘル・ヴィニャスは、『パラクエジョス事件での詐欺のテクニック』において、ソ連時代の資料で、その関連を明らかにした。
- 2011年には、ポール・プレストン、英国の歴史家、教授が、『スペインのホロコースト』を出版し、英国情報局、ソ連の影響などを明らかにした。
- 2012年、ジュリウス・ルイス、スペイン系英国の歴史学者が、『赤いテロ、マドリード、1936年』、また、2015年『パラクエジョス、不都合な真実』を出版した。